# Bank Gothic
Bank Gothic est une police de caractères linéale géométrique rectiligne créée par Morris Fuller Benton pour American Type Founders en 1930.